# Alsàcia
Alsàcia (Elsass en alsacià i alemany, Alsace en francès) és una regió històrica de França situada a l'extrem nord-est, antiga regió administrativa actualment inclosa en la regió del Gran Est. Comprèn els departaments de l'Alt Rin i del Baix Rin. Estrasburg n'és la capital.

## Geografia
Geogràficament és la part occidental de la fossa renana formada pels moviments tectònics que han separat els Vosges de la Selva Negra i és emplenada per sediments acumulats durant l'Oligocè, que en alguns llocs arriben als 2.000 m de profunditat. És dividida en dues regions naturals, l'Alta Alsàcia i la Baixa Alsàcia, que corresponen aproximadament als dos departaments en què és dividit el país.
Forma una planura allargada (de 20 a 30 km d'ample per 150 km de llarg) d'uns 200 m d'altitud mitjana, que des d'antic ha servit de pas entre el nord i el sud d'Europa. Així, es pot dividir en tres zones orogràfiques concretes:
- La vall del Rin, plana i allargada (20-30 quilòmetres d'amplada per 150 de llargada) i amb una alçada mitjana de 200 metres. Formada per dipòsits eòlics (loess).
- Els Vosgues (alsacià: Wasgau), que forma alçàries massisses i arrodonides anomenades Belchende o Ballon. Els principals són el de Guebwiller (1.426 m), el Bon d'Alsace (1.248 m) i el Col de la Schlucht (1.148 m).
- El Sundgau, zona de turons baixos.

Els principals rius del país són de la conca del Rin: el mateix Rin, Sauer, Lauter, Moder, Zorn, Bruche, Fecht, Thur i Ill.

## Història
La regió d'Alsàcia formà part del comtat d'Alsàcia durant l'edat mitjana; s'incorporà a França el 1648 per la pau de Westfàlia que tancava la Guerra dels Trenta Anys. Posteriorment, després de la Guerra francoprussiana de 1870 fou novament incorporada a Alemanya pel tractat de Frankfurt. Juntament amb part de la Lorena, formà dins de Prússia la província d'Alsàcia-Lorena. En acabar la Primera Guerra Mundial el 1918, fou novament incorporada a França. Durant la Segona Guerra Mundial fou incorporada al Tercer Reich i finalment, el 1945, fou retornada a França.

## Economia
Amb gairebé un 3% del PIB, Alsàcia està situada a la tercera plaça del rànquing de regions franceses, amb un PIB per habitant de més de 26.196 euros.
La taxa d'atur és relativament feble, tot i que augmentà durant els anys 2002-2003, principalment per culpa del mal període d'Alemanya, país del qual Alsàcia depèn molt. En el passat, la regió va haver d'afrontar una crisi industrial, sobretot en els àmbits del sector tèxtil i miner.
Alsàcia és una regió amb una activitat econòmica força variada.

## Cultura

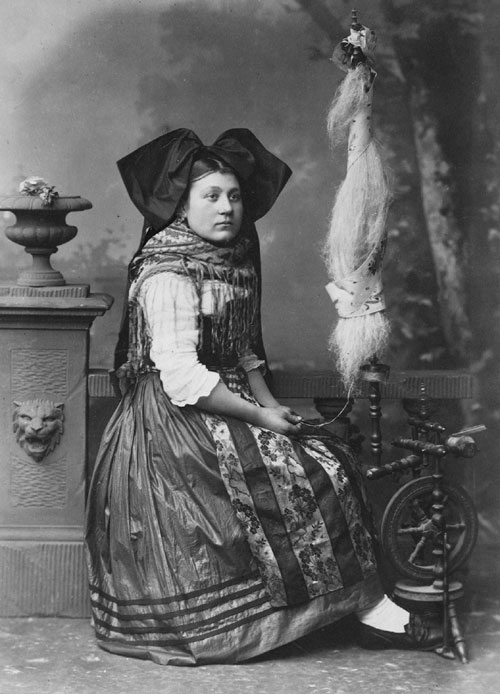
Jove amb el vestit tradicional alsacià, caracteritzat pel tocat en forma de papillon ('papallona')

L'Alsàcia s'ha beneficiat de la seva situació geogràfica central, que la converteix en un dels llocs de pas de les migracions humanes des d'abans de l'edat mitjana i lloc de confluència de les diverses tendències del pensament europeu, des de l'humanisme i la Reforma protestant fins al moviment contemporani de la construcció de la Unió Europea, assimilant les influències i interaccions de les cultures germànica i francesa.

### Parla alsaciana
La població originària del país és d'origen germànic, i la seva parla és l'alsacià, també anomenat elsässich o elsaser dicht, dialecte alamànic semblant a les variants alemanyes parlades a Suïssa, Suàbia, Vorarlberg i Baden-Württemberg. Dialectalment, l'alsacià es divideix en dues variants:
- Hochdeutsch (alt alemany) a Ferrette, i alamànic a Mülhausen, similar als de Suïssa, Baden i Vorarlberg. El límit són els boscos d'Haguenau.
- Fràncic renànic, a Ingwiller, Wissembourg i Niederbronn-les-Bains, similar a les parles de Luxemburg, Palatinat i Eupen.

Avui dia, una part de la població continua parlant la llengua local. Es tracta d'un dialecte alamànic, amb manlleus a la llengua francesa, que durant molt de temps ha estat la llengua materna de la majoria d'alsacians. Ara bé, actualment l'única llengua oficial és el francès. L'alt alemany (Hochdeutsch) ho va ser de 1871 a 1918 i de 1940 a 1944. Durant el període 1871-1918, el francès es va continuar ensenyant a les escoles dels enclavaments de parla francesa.
Des de 1992 s'han creat als instituts, amb el propòsit de preservar l'alsacià, seccions bilingües paritàries on l'ensenyament es dispensa en francès i alemany. El 5% dels alumnes alsacians de secundària estudia en aquestes seccions. L'alsacià pot ser après en preescolar i primària, encara que l'escrit es fa en alemany, ja que aquest es considera la versió escrita comuna al conjunt de dialectes alsacians. Alhora, des del 1990, l'associació ABCM-Zweisprachigkeit ha obert escoles bilingües a Saverne, Haguenau, Schweighouse-sur-Moder, Estrasburg, Bindernheim, Ingersheim, Lutterbach i Mülhausen. El 2004 el nombre d'alumnes escolaritzats en classes bilingües paritàries era d'11.662 (749 a les escoles d'ABCM, 10.351 a escoles públiques i 562 a escoles privades confessionals).

### Gastronomia

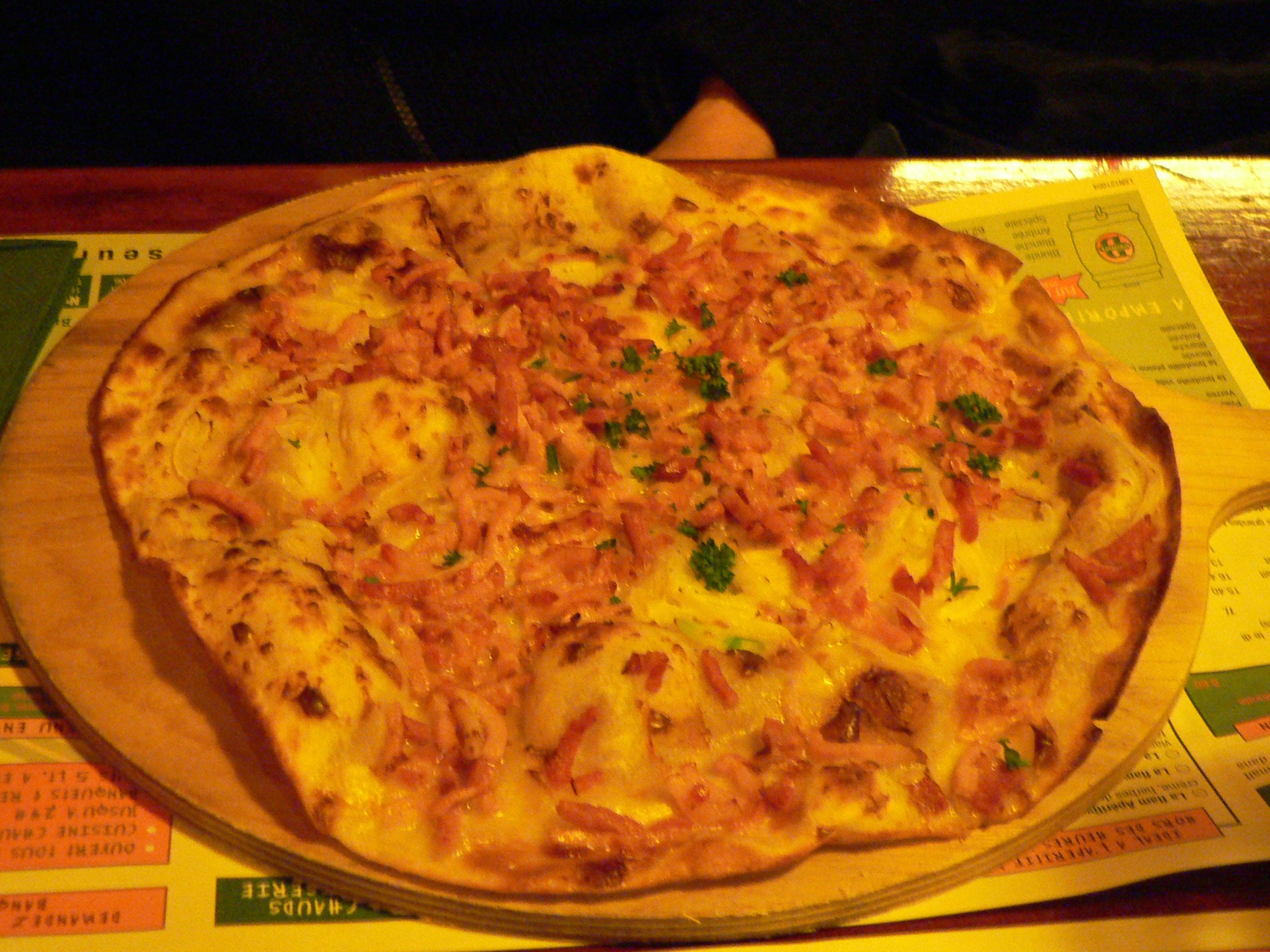
Exemple de flammekueche, també anomenada tarte flambée

La cuina alsaciana és coneguda per les seves especialitats tradicionals elaborades, com el baeckeoffe, les tartes flambées o flammekueche, el fleischnackas i, en especial, la choucroute.
La cuina tradicional es basa en la tradició culinària germànica i, tot i que utilitza sovint la carn de porc com a ingredient en diversos plats, no es fa estrany el consum de preparats amb peixos, com la carpe frite (carpa fregida), popular al sud d'Alsàcia, al Sundgau.
En la tradició de les festes de cap d'any, es prepara una gran varietat de galetes i petits pans de pessic anomenats brèdels (festa de Sant Nicolau, el 6 de desembre), així com els pain d'épices (pans de mel amb espècies), que es distribueixen als mercats tradicionals de Nadal d'Estrasburg i d'altres localitats alsacianes.

## La bandera alsaciana

Bandera alsaciana històrica, coneguda com Rot un Wiss

La bandera alsaciana històrica està formada per dues bandes horitzontals: una de vermella i una de blanca. Té el seu origen en la forta presència d'aquests dos colors en els emblemes de les famílies nobles i de les viles alsacianes. Durant el període 1871-1918, en què Alsàcia pertanyé a l'Imperi alemany, aquesta bandera s'afirmà com a símbol d'Alsàcia, sobretot com a reacció a les pretensions centralitzadores de Prússia. El 25 de juny de 1912, el parlament d'Alsàcia-Lorena l'adoptà com emblema nacional. Actualment, aquesta senyera competeix amb la bandera oficial, calcada de l'escut alsacià, de recent creació i sense cap fonament històric.
La bandera alsaciana històrica és coneguda en alsacià com Rot un Wiss (en català: 'vermell i blanc'). L'himne alsacià és l'Elsässisches Fahnenlied.